# Бофети
Бофети (порт. Bofete) — муниципалитет в Бразилии, входит в штат Сан-Паулу. Составная часть мезорегиона Бауру. Входит в экономико-статистический микрорегион Ботукату. Население составляет 8605 человек на 2006 год. Занимает площадь 653,360 км². Плотность населения — 13,2 чел./км².
Праздник города — 21 апреля.

## История
Город основан 21 декабря 1921 года.

## Статистика
- Валовой внутренний продукт на 2003 составляет 75 066 350,00 реалов (данные: Бразильский институт географии и статистики).
- Валовой внутренний продукт на душу населения на 2003 составляет 9345,91 реала (данные: Бразильский институт географии и статистики).
- Индекс развития человеческого потенциала на 2000 составляет 0,791 (данные: Программа развития ООН).

## География
Климат местности: субтропический. В соответствии с классификацией Кёппена, климат относится к категории Cfb.